# 1996年中華民國總統選舉
1996年中華民國總統選舉，即中華民國第九任總統副總統選舉，於1996年（民國85年）3月23日舉行，為中華民國第1次正、副總統公民直選，採用普通、直接、平等、無記名、單記、相對多數投票制度。此次選舉是中華民國政治史上第一次總統、副總統由公民直選，也是動員戡亂時期結束後的第一次總統、副總統選舉。當屆選舉共有四組候選人參選，雖然執政的中國國民黨面臨部分黨員出走參選，但在當時發生台灣海峽飛彈危機的推波助瀾下，最終投票率為76.04%，由中國國民黨提名的李登辉、連戰當選，並於同年5月20日於總統府宣誓就職。

## 總統直選制的建立
時任總統李登輝於1988年繼任蔣經國餘下的兩年任期，並在1990年總統選舉當選獲得首個六年任期。1990年3月，爆發野百合學運，同年6月召開國是會議，形成了「總統應由全體公民一起選出」的共識。唯當時有修改憲法權限的國民大會以執政的國民黨員占大多數，因此國民黨內能不能討論出大家都能接受的方案是最大的關鍵。鑒於國民黨內「非主流派」仍擁有相當程度的影響力，「非主流派」主張委任選舉。總統直選的構想被壓了下來。:110-111
1992年3月，執政的國民黨舉行三中全會，但由於黨內不斷出現反對直選的聲音，因此這次會議沒能確定總統選舉方式。黨內「主流派」與「非主流派」對立越來越嚴重，民意則大多傾向簡單明快的直接選舉制。當時主張直接選舉制的民主進步黨，不斷在臺北市內發動遊行及靜坐抗議，強烈表達對直接選舉制的支持。:111
1992年12月19日，立法院全面改選。國民黨雖拿到過半席次，但民進黨也成功拿下約三成的席次，「主流派」以立院改選為由，成功的讓「非主流派」的行政院院長郝柏村率領內閣總辭。1993年8月，國民黨十四屆代表大會前。「非主流派」的「新國民黨連線」宣布退黨，組織「新黨」。國民黨十四全象徵李登輝成功壓下「非主流派」，李氏以「老店新開」來形容此時的國民黨，象徵著國民黨的本土化。1994年4月，國民黨舉行中央委員臨時全體會議，通過總統直選案。總統選舉採相對多數制。:112
1992年6月於香港南懷瑾寓所的國共密使密談中，中國海協會會長汪道涵曾對國民黨「直選」與「委選」衝突表達關切。當時臺灣的密使蘇志誠對汪氏說明，李登輝必須要推動總統直選，因為臺灣的老百姓歡迎直選，如果國民黨不走這條路，「直選會變成民進黨單一的本錢，國民黨將在選舉中失利」蘇志誠並指出，當前只有國民黨主掌政權，才能對兩岸關係有正面的貢獻。並解釋老百姓如果認為總統可以直選，就會比較安心，而不會被掛上「臺奸」之名。他希望汪道涵能夠向對岸領導層轉達李登輝的看法。:198-199
1994年7月28日，國民大會通過第三次憲法修正案，《憲法增修條文》第二條明定「總統、副總統由中華民國自由地區全體人民直接選舉之」、「總統、副總統候選人應聯名登記，在選票上同列一組圈選，以得票最多之一組當選」，此外亦規定總統、副總統的任期由六年改為四年，僅得連任一次，「自中華民國八十五年第九任總統、副總統選舉實施」。並制定了《總統副總統選舉罷免法》及施行細則:112。
已執政八年的李登輝是否繼續連任成為焦點。1990年總統選舉參選人、時任中國國民黨副主席及司法院院長林洋港為了參選總統，亦提前卸任。

## 總統提名

### 中國國民黨方面
中國國民黨第十四屆全國第二次代表大會於1995年8月23日召開，支持黨主席李登輝連任總統。李登輝與當時的行政院院長連戰一同搭配競選正、副總統。
李登輝表示在決定參選首屆民選總統前，他並無「非己不可」的想法。當初與李元簇一同競選時，也說過「六年後帶著李元簇一同退休」。後來司馬遼太郎來台灣訪問時，李登輝也告訴他不打算再選了。:102在提名前，李登輝曾個別把連戰、宋楚瑜、許水德、吳伯雄等中生代找來，一一詢問每個人要推誰出來參選？最後也把大家找來，表明他無意參選，請大家當面公推人選，但中生代面面相覷，還是找不出共主。:102
最後在中生代們各自不服對方下，中共壓力紛至，不服輸的個性，加上個人使命感一出，李登輝自是再批戰袍出征。:102
後來李登輝決定參選第一任民選總統時，司馬遼太郎已經過世，其中的理由沒來得及告訴司馬遼太郎，李登輝耿耿於懷。直到1999年日本《文藝春秋》預備出版司馬遼太郎的紀念文集，特別來信請李登輝寫一篇文章，他才得以在文中說明：「以當時的情況確實最好不要再選了，但是出於愛臺灣，希望為臺灣做一些事，所以改變初衷又出來參選」。:102-103

### 民主進步黨方面
民主進步黨方面，依據1994年修訂的黨規《公職人員候選人提名辦法》，採兩階段選出候選人：第一階段由黨內幹部及一般黨員進行投票（比重各50%），選出兩名候選人；第二階段由一般民眾進行投票，最後將第一階段及第二階段各50%比重進行合計，分數最高者為黨內提名候選人。第二階段的一般民眾投票，只要持有身分證，任何人都可以投票。:123
1995年5月8日，開始接受黨內初選第一階段的登記參選。登記者有四人：分別是知名台獨運動人士彭明敏（臺獨聯盟支持）、黨外運動時期重要參與者許信良（美麗島系）、林義雄（與美麗島派相近，但無派系）以及尤清（福利國派）。5月27日，在高雄勞工育樂中心舉行電視辯論會，由TVBS全程轉播。6月12日，公布第一階段的幹部及黨員投票的開票結果。前兩名由許信良及彭明敏勝出。:123
第二階段，民進黨自7月10日起，花兩個半月時間在巡迴臺灣各地，舉辦五十場政見說明會並舉行投票。:1239月25日，民進黨內初選結束。一般民眾投票結果，彭明敏獲17萬7477票、許信良為12萬9816票，總投票數約三十萬票。第一階段與第二階段合計之後的點數，彭明敏為40.88，許信良為36.12。彭明敏當選為民進黨提名候選人，並指定曾角逐臺北市市長初選失利的時任立法委員的謝長廷為副總統參選人。:125

### 無黨籍參選人方面
林洋港與時任監察院院長陳履安（故副總統陳誠之子）整合失敗後，改與郝柏村（前行政院院長、國防部部長、參謀總長、陸軍總司令）脫黨參選，成為無黨籍候選人，獲新黨支持參選；而陳履安則與擔任監察院監察委員的律師王清峰雙雙辭去監察院職務，搭配參選總統。
該次選舉成為了五院中有三院的現任及前任院長參與的奇特現象：一位前任，一位現任，二位因為要參選總統而離任（立法院及考試院並未參與；時任立法院院長為劉松藩，時任考試院院長為邱創煥）；而所有總統參選人除彭明敏外，均有中央政府機關的現任或曾任職務。

## 過程
競選連任的總統李登輝成功在1995年訪問美國母校康乃爾大學。史上首位進入美國的中華民國現任元首，也是美國與中華民國斷交後首位訪美的現任元首。這次訪問因此被認為是中華民國在外交上的一大突破，使李登輝在臺灣政壇的聲望高漲。
當時民進黨候選人彭明敏面臨到民調落後國民黨候選人李登輝的情況，1995年11月，當時民進黨內最具人氣的政治明星臺北市市長陳水扁在對媒體分析總統選情時，也以「阿婆生子」來形容彭明敏當選機會低。引發黨內認為陳水扁「失言」，:110抨擊阿扁「向李登輝靠攏」的質疑。並引起國民黨及新黨借題發揮打擊彭明敏選情。:171
陳水扁方面評估此事極易被炒作，甚至影響到第三屆立委選舉選情，最後陳水扁於1995年11月12日親赴仁愛路彭明敏文教基金會登門向彭明敏致歉，一見面就以「彭總統」稱彭明敏，並稱「阿婆生子」的意思是要化不可能為可能，就像當年他選上臺北市長一樣。:11彭明敏則笑著說陳市長太客氣，一切都已過去，並稱讚阿扁的風度值得肯定。:111-112陳水扁為展現自己的助選誠意，喊出「要用生命為彭明敏助選」，在講台上，陳水扁更形容「自己現在看到電線桿都會鞠躬伸手」，凸顯自己的賣力程度。:174

## 飛彈危機
選舉期間，也發生中華人民共和國在台灣海峽進行飛彈試射演習，企圖影響中華民國選舉，導致美國出動獨立號與尼米茲號兩艘航空母艦前往台灣海峽與花蓮、臺東旁側太平洋海域的事件。這個引發國際關注的事件被稱為台灣海峽飛彈危機。

## 選舉結果

### 全國得票統計
| 1        | 陳履安、王清峰 | 無黨籍        | 1,074,044票 | 9.98%                              |                                    |
| 2        | 李登輝、連戰   | 中國國民黨    | 5,813,699票 | 54.00%                             | 當選                               |
| 3        | 彭明敏、謝長廷 | 民主進步黨    | 2,274,586票 | 21.13%                             |                                    |
| 4        | 林洋港、郝柏村 | 無黨籍        | 1,603,790票 | 14.90%                             |                                    |
| 選舉日期 | 選舉日期       | 1996年3月23日 | 選舉人數    | 14,313,288人                       | 14,313,288人                       |
| 投票率   | 投票率         | 76.04%        | 投票人數    | 有效：10,766,119人 無效：117,160人 | 有效：10,766,119人 無效：117,160人 |

### 各縣市投票結果
| 縣市                                                                         | 選舉人數  | 陳履安、王清峰 | 陳履安、王清峰 | 李登輝、連戰 | 李登輝、連戰 | 彭明敏、謝長廷 | 彭明敏、謝長廷 | 林洋港、郝柏村 | 林洋港、郝柏村 | 無效票 | 投票率 | 前二名 得票差 |
| 縣市                                                                         | 選舉人數  | 得票數         | 得票率         | 得票數       | 得票率       | 得票數         | 得票率         | 得票數         | 得票率         | 無效票 | 投票率 | 前二名 得票差 |
| ---------------------------------------------------------------------------- | --------- | -------------- | -------------- | ------------ | ------------ | -------------- | -------------- | -------------- | -------------- | ------ | ------ | ------------- |
| 臺北市                                                                       | 1,842,261 | 165,541        | 11.89%         | 541,721      | 38.90%       | 338,895        | 24.34%         | 346,272        | 24.87%         | 12,522 | 76.26% | 195,449       |
| 臺北縣                                                                       | 2,166,016 | 186,973        | 11.37%         | 793,718      | 48.28%       | 370,728        | 22.55%         | 292,541        | 17.79%         | 17,074 | 76.69% | 422,990       |
| 基隆市                                                                       | 254,276   | 25,950         | 13.42%         | 97,223       | 50.27%       | 34,256         | 17.71%         | 35,978         | 18.60%         | 1,747  | 76.75% | 61,245        |
| 宜蘭縣                                                                       | 313,770   | 20,573         | 8.94%          | 126,405      | 54.92%       | 68,044         | 29.56%         | 15,154         | 6.58%          | 2,063  | 74.02% | 58,361        |
| 桃園縣                                                                       | 985,365   | 91,048         | 12.02%         | 423,198      | 55.85%       | 114,901        | 15.16%         | 128,607        | 16.97%         | 9,955  | 77.91% | 294,591       |
| 新竹縣                                                                       | 270,365   | 24,746         | 11.67%         | 140,321      | 66.20%       | 23,555         | 11.11%         | 23,342         | 11.01%         | 3,051  | 79.53% | 116,766       |
| 新竹市                                                                       | 226,574   | 22,603         | 12.93%         | 93,812       | 53.65%       | 28,281         | 16.17%         | 30,155         | 17.25%         | 2,031  | 78.07% | 63,657        |
| 苗栗縣                                                                       | 376,581   | 29,884         | 10.31%         | 202,593      | 69.87%       | 31,036         | 10.70%         | 26,459         | 9.12%          | 3,795  | 78.01% | 171,557       |
| 臺中縣                                                                       | 897,357   | 71,030         | 10.01%         | 426,668      | 60.15%       | 115,034        | 16.22%         | 96,594         | 13.62%         | 9,099  | 80.06% | 311,634       |
| 臺中市                                                                       | 555,794   | 46,844         | 11.11%         | 195,865      | 46.45%       | 82,416         | 19.55%         | 96,509         | 22.89%         | 4,084  | 76.60% | 99,356        |
| 彰化縣                                                                       | 841,294   | 62,138         | 9.70%          | 407,820      | 63.63%       | 116,154        | 18.12%         | 54,776         | 8.55%          | 8,412  | 77.18% | 291,666       |
| 南投縣                                                                       | 371,630   | 14,552         | 5.31%          | 86,357       | 31.52%       | 45,556         | 16.63%         | 127,537        | 46.55%         | 2,786  | 74.48% | -41,180       |
| 雲林縣                                                                       | 521,592   | 25,914         | 7.22%          | 237,871      | 66.29%       | 68,785         | 19.17%         | 26,247         | 7.31%          | 4,343  | 69.63% | 169,086       |
| 嘉義縣                                                                       | 398,362   | 17,515         | 6.37%          | 180,709      | 65.70%       | 63,101         | 22.94%         | 13,716         | 4.99%          | 3,105  | 69.82% | 117,608       |
| 嘉義市                                                                       | 175,137   | 12,761         | 9.90%          | 60,628       | 47.04%       | 42,984         | 33.35%         | 12,515         | 9.71%          | 1,130  | 74.24% | 17,644        |
| 臺南縣                                                                       | 742,953   | 41,263         | 7.48%          | 347,825      | 63.05%       | 134,969        | 24.47%         | 27,590         | 5.00%          | 5,686  | 75.02% | 212,856       |
| 臺南市                                                                       | 469,463   | 39,058         | 10.97%         | 201,436      | 56.58%       | 84,929         | 23.85%         | 30,603         | 8.60%          | 3,136  | 76.50% | 116,507       |
| 高雄市                                                                       | 952,202   | 68,158         | 9.29%          | 371,391      | 50.62%       | 200,406        | 27.32%         | 93,691         | 12.77%         | 7,089  | 77.79% | 170,985       |
| 高雄縣                                                                       | 809,157   | 47,790         | 7.64%          | 374,386      | 59.88%       | 151,943        | 24.30%         | 51,139         | 8.18%          | 6,210  | 78.04% | 222,443       |
| 屏東縣                                                                       | 623,207   | 26,644         | 5.78%          | 289,812      | 62.91%       | 117,283        | 25.46%         | 26,902         | 5.84%          | 4,752  | 74.68% | 172,529       |
| 臺東縣                                                                       | 176,313   | 8,160          | 7.52%          | 74,211       | 68.42%       | 14,506         | 13.37%         | 11,584         | 10.68%         | 1,709  | 62.49% | 59,705        |
| 花蓮縣                                                                       | 245,715   | 14,568         | 8.91%          | 104,740      | 64.05%       | 18,383         | 11.24%         | 25,836         | 15.80%         | 2,364  | 67.51% | 78,904        |
| 澎湖縣                                                                       | 63,533    | 4,170          | 10.29%         | 25,367       | 62.61%       | 8,070          | 19.92%         | 2,907          | 7.18%          | 563    | 64.65% | 17,297        |
| 金門縣                                                                       | 30,476    | 5,805          | 28.09%         | 8,401        | 40.65%       | 336            | 1.63%          | 6,123          | 29.63%         | 401    | 69.12% | 2,278         |
| 連江縣                                                                       | 3,895     | 356            | 13.56%         | 1,221        | 46.51%       | 35             | 1.33%          | 1,013          | 38.59%         | 53     | 68.75% | 208           |
| 註： - 各縣市得票數領先者使用網底標出。 - 得票數據以中央選舉委員會公佈為準。 |           |                |                |              |              |                |                |                |                |        |        |               |

### 選舉結果地圖
| 各鄉鎮市區投票結果 |

- 各縣市得票數領先者地圖 
   李登輝領先   林洋港領先
- 各縣市得票率地圖
- 各鄉鎮市區得票率地圖

## 相關書籍及研究資料
- 李登輝受訪，鄒景雯採訪紀錄，《李登輝執政告白實錄》。臺北縣樹林市：印刻出版有限公司。2001年5月初版。ISBN：957-2044-30-3。